# Boulevard de Maillane
Le boulevard de Maillane est une voie marseillaise située dans le 8e arrondissement de Marseille. 

## Situation et accès
Elle va de la rue du Rouet à l’avenue Jules-Cantini.

## Origine du nom
Le boulevard doit son nom à la commune de Maillane dont est originaire Frédéric Mistral à la demande des habitants.

## Historique
Elle portait le nom de « Traverse de l'Argile » et de « rue Hébert ».
Le boulevard est classé dans la voirie de Marseille le 9 juillet 1959.